# Duračka Reka
Duračka Reka (makedonska: Дурачка Река) är ett vattendrag i Nordmakedonien.   Det rinner genom kommunen Kriva Palanka, i den nordöstra delen av landet, 80 kilometer öster om huvudstaden Skopje.